# Flugplatz Alytus

i8
i11
i13
Aerodrome Alytus (lit. Alytaus aerodromas, (ICAO-Code: EYAL)) ist ein Flughafen im südlichen Litauen, am Ufer der Memel und 1,5 km weit vom Zentrum der sechstgrößten Stadt Litauens, Alytus. Er ist 102,5 ha groß.

## Geschichte
Im Jahr 1939 begann man, einen Militärflugplatz auf dem Gelände der ehemaligen Ulanen-Kasernen der litauischen Streitkräfte zu errichten. 1940 beendete die sowjetische Okkupationsregierung die Bauarbeiten. 1944 wurde der Platz für die Dislokation der Jagdflugzeuge Frankreichs für Angriffe gegen die Achsenmächte benutzt („Normandie-Njemen“).
In der Sowjetzeit nutzte man den Flughafen für die Zivilluftfahrt. Es gab Flugverbindungen nach Vilnius, Kaunas, Klaipėda, Palanga und Druskininkai.
Heute wird der Flugplatz vom Aeroclub Alytus (Miškininkų g.3, Alytus) genutzt.